# Leodegar Bürgisser
Leodegar Bürgisser (Lucerna, 2 aprile 1640 – Neurevensburg, 28 novembre 1717) è stato un abate svizzero.
Fu principe-abate dell'abbazia di San Gallo dal 1696 al 1717.

## Biografia

### Origini e formazione
Nato come Andreas Bürgisser, era figlio di un panettiere di Lucerna, Heinrich Bürgisser, e di sua moglie Anna Maria Wey. Studiò al collegio dei gesuiti di Lucerna dal 18 ottobre 1651 e si perfezionò poi alla scuola dell'abbazia di San Gallo dal 15 ottobre 1653. 

### Carriera ecclesiastica
Prese i voti religiosi il 27 marzo 1657 e ricevette gli ordini minori quello stesso giorno; il 17 dicembre 1661 divenne suddiacono, il 19 maggio 1663 diacono ed il 20 settembre 1664 venne infine ordinato sacerdote prendendo il nome di Leodegar . L'anno successivo (1665), fu insegnante di sintassi nel medesimo collegio dell'abbazia. 
Il 29 maggio 1665 divenne ispettore. Tra il 1666 ed il 1672, Leodegar fu responsabile delle cucine del monastero. Nel 1667, gli venne affidata la parrocchia di Wildhaus e l'11 ottobre 1672 anche quella di Sankt Peterzell. Il 26 settembre 1673, divenne amministratore di Ebringen. Il 14 giugno 1683 divenne decano dell'abbazia di San Gallo e nel 1682 divenne confessore a Notkersegg nonché prefetto dei novizi. 
Con l'appoggio e la presenza del cardinale Celestino Sfondrati, fino ad allora principe-abate di San Gallo, e degli abati Raphael von Einsiedeln e Plazidus von Muri, Leodegar venne prescelto quale nuovo abate di San Gallo il 10 gennaio 1696. Papa Innocenzo XII lo confermò il 18 giugno di quello stesso anno. La benedizione gli venne impartita dal vescovo ausiliare Franz Christoph Rinck von Baldenstein della diocesi di Eichstätt.
L'imperatore Leopoldo I del Sacro Romano Impero confermò le prerogative di Leodegar come principe imperiale il 13 agosto 1697, come pure i suoi successori (rispettivamente nel 1706 e nel 1713).
Morì di un attacco di cuore presso il castello di Neurevensburg (Wangen im Allgäu), il 28 novembre 1717.

## I conflitti coi protestanti
Durante il suo periodo come abate di San Gallo, Leodegar Bürgisser si guadagnò la fama di integerrimo e strenuo sostenitore della fede cattolica contro i riformati protestanti coi quali per l'appunto non mancarono dei conflitti.
Uno dei primi scontri coi protestanti (in particolare calvinisti, diffusissimi proprio in Svizzera) fu la cosiddetta Kreuzkrieg ("guerra della croce" che insorse da una provocazione che i cittadini protestanti iniziarono a San Gallo in occasione di una processione cittadina. Essa non si concluse con spargimenti di sangue, ma richiese la conferenza di Roschach dal 10 maggio all'8 giugno 1697. La conferenza si concluse col pagamento della cosiddetta Tagsatzung, una tassa di 3800 fiorini che la città avrebbe dovuto pagare al monastero come soddisfazione per l'affronto subito dai suoi cittadini contro la religione cattolica.
A fronte probabilmente di questa e di altre contese, l'abate Leodegar fu anche il primo a concludere un contratto difensivo con l'imperatore Leopoldo I nel 1702 che gli consentiva di avvalersi dei servigi di alcuni mercenari svizzeri per la difesa della sua persona.
Per 17.700 gulden, acquistò il feudo di Toggenburg, ma la popolazione della vicina Wattwil si rifiutò di prestare il proprio aiuto all'abate nella ricostruzione della Rickenstrasse, ma anzi questa occupò tre castelli locali nel 1712 col sostegno ad esempio di città come Zurigo e Berna, le cui intenzioni erano quelle di liberare la Svizzera dai secolari principati ecclesiastici. L'abate Leodegar dovette fuggire in esilio e si portò dapprima a Mehrerau e poi al castello di Neuravensburg, prima dell'intervento degli imperiali in difesa delle sue prerogative abbaziali.